# Стадніцька-Воля
Стадніцька-Воля (пол. Stadnicka Wola) — село в Польщі, у гміні Конське Конецького повіту Свентокшиського воєводства.
Населення — 340 осіб (2011).
У 1975-1998 роках село належало до Келецького воєводства.

## Демографія
Демографічна структура на день 31 березня 2011 року:
|          | Загалом | Допрацездатний вік | Працездатний вік | Постпрацездатний вік |
| -------- | ------- | ------------------ | ---------------- | -------------------- |
| Чоловіки | 170     | 40                 | 107              | 23                   |
| Жінки    | 170     | 35                 | 103              | 32                   |
| Разом    | 340     | 75                 | 210              | 55                   |